# نظریه اختلال در مکانیک کوانتومی
برای مبانی ریاضی نظریه، نظریه اختلال را ببینید

در مکانیک کوانتومی، نظریهٔ اختلال (به انگلیسی: Perturbation theory)، مجموعه‌ای از طرح‌های تقریبی است که مستقیماً مربوط به اختلال وابسته به ریاضی است که برای توصیف یک مجموعهٔ کوانتمی پیچیده بر حسب یک مجموعهٔ ساده‌تر بکار می‌رود. ایدهٔ ما این است که با یک سیستم ساده شروع نمائیم که در آن یک روش ریاضی شناخته شده است و افزودن هامیلتون، آشفته، نشان دهندهٔ اختلال ضعیف در سیستم خواهد بود. اگر اختلال زیاد نباشد، کمیت‌های مختلف فیزیکی توأم با سیستم آشفته (برای مثال سطح انرژی و حالت انرژی)، طبق الزامات پیوستگی، به صورت اصطلاحات سیستم ساده تعریف می‌شوند. این اصطلاحات، اگرچه در مقایسه با مقدار کمیت‌ها کوچک هستند، می‌توانند با استفاده از روش‌های تقربی مانند مجموعه‌های مجانب محاسبه شوند؛ بنابراین سیستم پیچیده را می‌توان بر مبنای دانش سیستم ساده‌تر مورد مطالعه قرار داد.

## کاربردهای نظریهٔ اختلال
نظریهٔ اختلال ابزار مناسبی برای توصیف سیستم‌های کوانتومی است، زیرا یافتن روش دقیقی در معادلات شرودینگر در هامیلتون‌هایی با پیچیدگی متوسط دشوار است. حرکت‌های هامیلتونی که ما برای آن‌ها روش دقیقی داریم مانند اتم هیدروژن، نوسانگر هماهنگ کوانتوم و ذرات داخل جعبه، برای توصیف اغلب سیستم‌ها بسیار ایدئال هستند. با استفاده از نظریهٔ اختلال، می‌توانیم از روش‌های شناخته شده‌ای از این هامیلتون ساده برای ارائهٔ روش‌هایی برای دامنه‌ای از سیستم‌های پیچیده استفاده کنیم.
برای مثال، با افزودن پتانسیل الکتریکی اختلالی به مدل مکانیکی کوانتوم اتم هیدروژن، می‌توان تغییرات کوچک موجود در خطوط طیفی هیدروژن را که حاصل از وجود میدان الکتریکی (اثر استارک) است محاسبه کرد. این محاسبه تقریبی است، زیرا جمع پتانسیل کولن با پتانسیل خطی غیر ثابت می‌باشد، اگر زمان تونل‌زنی بسیار طولانی است. این امر به صورت بسط انرژی خطوط طیفی نشان داده شده است، چیزی که نظریهٔ اختلال نتوانست به‌طور کامل آن را عملی نماید. مقادیر بدست آمده حاصل از نظریهٔ اختلال دقیق نمی‌باشند، ولی نتایج دقیقی را مانند پارامترهای بسط دهنده در اختیارمان قرار می‌دهند.
در تئوری الکترودینامیک کوانتوم که در آن تعامل فوتون الکترون به صورت آشفته می‌باشد، محاسبهٔ گشتاور مغناطیسی الکترون با ۱۱ اعشار سازگار خواهد بود. تحت برخی از شرایط، تئوری اختلال رویکرد نامعتبری محسوب می‌گردد. این امر زمانی بروز می‌کند که نتوانیم سیستم را با اختلال تحمیلی اندک در سیستم‌های ساده توصیف کنیم. برای مثال در دینامیک رنگی کوانتوم‌ها، تعامل کولاک با گلون در سطوح کم انرژی آشفتگی ایجاد نمی‌کند، زیرا ثابت‌های جفت (پارامترهای توسعه‌ای) بسیار بزرگ می‌شوند. تئوری اختلال همچنین نمی‌تواند حالاتی که به صورت آدیاباتیک از «مدل آزاد» به وجود آمده‌اند را توصیف نماید، مانند حالات مرزی و پدیده‌های جمعی مختلف مانند سالیتون. برای مثال، تصور کنید که ما دارای سیستمی با ذرات آزاد هستیم که در آن یک تعامل جالبی وجود دارد. بسته به نوع تعامل این امر ممکن است موجب ایجاد مجموعه پدیدی از حالات انرژی مرتبط با گروهی از ذرات گردد که به یکدیگر متصل هستند. یک نمونه از این پدیده در فوق هدایت قراردادی مشاهده شده است که در آن جاذبهٔ فونون بین الکترون‌های رسانا موجب تشکیل جفت‌های الکترونی هسته می‌شود که جفت‌های کوپر نامیده می‌شوند. حین مواجهه با چنین سیستم‌هایی اغلب یکی به نمای تقریبی دیگری تبدیل می‌شوند مانند متدهای تغییر و تقریب WKB. این امر بدین دلیل است که هیچگونه شباهتی از ذرات پیوسته در مدل آشفته و انرژی سولیتون وجود ندارد که عکس پارامترهای انبساطی می‌باشد. به هر حال اگر ما پدیدهٔ سولیتون را یکپارچه نمائیم، اصطلاحات غیر مختل در این‌جا بسیار اندک خواهد بود. نظریهٔ اختلال تنها می‌تواند محصول‌هایی را مورد بررسی قرار دهد که رابطهٔ نزدیکی با محصول‌های غیرآشفته دارند، حتی اگر محصول‌های دیگری نیز وجود داشته باشد (که به عنوان پارامتر انبساطی است که به سمت صفر سوق می‌یابد). مسئلهٔ سیستم‌های غیرآشفته تا حدودی با کامپیوترهای مدرن حل شد. بدست آوردن چندین روش غیر اختلالی عددی در برخی مسائل خاص عملی گردید که در آن‌ها از متدهایی مانند نظریهٔ کاربردی چگالی استفاده می‌نمودند.
این پیشرفت‌ها در زمینهٔ شیمی کوانتوم بسیار مؤثر بوده است. از کامپیوترها هم‌چنین برای محاسبات نظریهٔ اختلال استفاده فراوانی شده است که در فیزیک ذرات اهمیت فراوانی دارد و با استفاده از آن‌ها می‌توان نتایج تئوریکی را تولید نمود که قابل قیاس با آزمایش‌های می‌باشد.

## نظریهٔ اختلال مستقل از زمان
این نظریه یکی از مقوله‌های نظریهٔ اختلال است و مقولهٔ دیگر آن وابسته به زمان می‌باشد. در نظریهٔ مستقل از زمان هامیلتون اختلالی ایستا می‌باشد (یعنی هیچگونه وابستگی زمانی ندارد). نظریهٔ وابسته به زمان در مقاله ۱۹۲۶ آروین شرودینگر ارائه گردید که اندکی پس از ارائهٔ نظریات او در مکانیک امواج بود. در این مقاله شرودینگر به آثار اولیهٔ لرد رایلی اشاره نمود که در ارتعاشات هارمونیک لایه‌های آشفته شده بواسطهٔ ناهماهنگی اندک را بررسی نموده بود. به همین دلیل است که نظریهٔ اختلال رایلی- شرودینگر نیز نامیده می‌شود.
برای مطالعه مسایل حالتهای مانا، روی سه روش متمرکز می‌شویم: نظریه اختلال، روش وردشی، و روش WKB. نظریه اختلال بر این فرض استوار است که مسایلی که می‌خواهیم حل کنیم تنها اندکی با مسئله‌ای که می‌توان آن را به‌طور دقیق حل کرد، اختلاف دارند. در مواردی که اختلاف دو مسئله کوچک است، نظریه اختلال برای محاسبه سهم مربوط به این اختلال مناسب است؛ سپس این سهم به عنوان یک تصحیح به انرژی و تابع موجی هامیلتونی که به‌طور دقیق قابل حل است، اضافه می‌شود؛ بنابراین نظریه اختلال، برای بدست آوردن جواب‌های تقریبی، به جواب‌های دقیق شناخته شده جملاتی اضافه می‌کند. در مورد سیستم‌هایی که هامیلتونی آن‌ها را نمی‌توان به یک قسمت قابل حل دقیق و یک تصحیح کوچک تقسیم کرد، چه می‌توان گفت؟ برای این‌گونه سیستم‌ها می‌توانیم روش وردشی یا تقریب WKB را به کار گیریم. روش وردشی مخصوصاً در تقریب ویژه مقادیر انرژی حالت زمینه و چند حالت برانگیخته اول سیستم که فقط یک ایده کیفی در مورد شکل تابع موج داریم، مفید است.
روش WKB برای یافتن ویژه مقادیر انرژی و تابع موج‌های سیستم‌هایی که حد کلاسیکی معتبر است، مفید است. بر خلاف نظریه اختلال، روش‌های وردشی و WKB نیاز به وجود هامیلتونی بسیار نزدیک که بتوان به‌طور دقیق حل کرد، ندارند.
کاربرد روش‌های تقریبی برای مطالعه حالت‌های مانا شامل پیدا کردن ویژه مقادیر انرژی و ویژه توابع هامیلتونی مستقل از زمان است که جواب‌های دقیقی ندارند. بسته به ساختار H، می‌توانیم از هر سه روش اشاره شده در بالا برای پیدا کردن جواب‌های تقریبی برای این مسئله ویژه مقداری استفاده کنیم.
با هامیلتونی مختل نشده H0، که اغلب فرض می‌شود هیچ وابستگی به زمان ندارد شروع می‌کنیم. سطوح انرژی شناخته شده و ویژه حالت‌هایی دارد، ناشی از معادله شرودینگر مستقل از زمان:
{\displaystyle H_{0}|n^{(0)}\rangle =E_{n}^{(0)}|n^{(0)}\rangle \quad ,\quad n=1,2,3,\cdots }
برای سادگی فرض می‌کنیم، انرژی‌ها گسسته هستند.{\displaystyle (0)} اندیس بالا دلالت بر این دارد که کمیت‌ها با سیستم مختل نشده همبسته هستند. (به استفاده از نشان‌گذاری برا-کت توجه کنید)
هم‌اکنون هامیلتونی مختل شده را بررسی می‌کنیم. اجازه بدهیدVرا هامیلتونی نشان دهنده یک اختلال ضعیف فیزیکی بگیریم، به عنوان مثال انرژی پتانسیل تولید شده توسط میدان خارجی. (به این ترتیب، V رسماً اپراتور تفکیک‌پذیراست) اجازه بدهید{\displaystyle \lambda } پارامتر بدون بعدی باشد که مقادیر پیوسته‌ای از ۰ (بدون اختلال) تا ۱ (اختلال کامل) می‌گیرد. هامیلتونی مختل شده به صورت زیر است:
{\displaystyle H=H_{0}+\lambda V}
سطوح انرژی و ویژه حالت‌ها از هامیلتونی مختل شده دوباره با معادله شرودینگر داده می‌شود:
{\displaystyle \left(H_{0}+\lambda V\right)|n\rangle =E_{n}|n\rangle .}
هدف ما بیان {\displaystyle E_{n}} و {\displaystyle |n\rangle } در جمله‌هایی از سطوح انرژی و ویژه حالت‌ها از هامیلتونی قدیمی است. اگر اختلال به اندازه کافی ضعیف باشد، می‌توانیم آن‌ها را به صورت مجموعه‌های توان در λ بنویسیم:
{\displaystyle E_{n}=E_{n}^{(0)}+\lambda E_{n}^{(1)}+\lambda ^{2}E_{n}^{(2)}+\cdots }
{\displaystyle |n\rangle =|n^{(0)}\rangle +\lambda |n^{(1)}\rangle +\lambda ^{2}|n^{(2)}\rangle +\cdots }
از آنجایی که
{\displaystyle E_{n}^{(k)}={\frac {1}{k!}}{\frac {d^{k}E_{n}}{d\lambda ^{k}}}}
و
{\displaystyle |n^{(k)}\rangle ={\frac {1}{k!}}{\frac {d^{k}|n\rangle }{d\lambda ^{k}}}.}
وقتی λ = ۰ است، این‌ها مقادیر مختل شده را کاهش می‌دهند، که هر کدام اولین جمله هر سری هستند. از آنجایی که اختلال ضعیف است، سطوح انرژی و ویژه حالت‌ها نباید بیش از مقادیر مختل شده‌شان منحرف شوند؛ و این جمله‌ها باید به سرعت از آن چیزی که وقتی به مراتب بالاتری می‌رویم کوچکتر شوند. حال اتصال سری توانی را در معادلهٔ شرودینگر بدست می‌آوریم:
{\displaystyle {\begin{matrix}\left(H_{0}+\lambda V\right)\left(|n^{(0)}\rangle +\lambda |n^{(1)}\rangle +\cdots \right)\qquad \qquad \qquad \qquad \\\qquad \qquad \qquad =\left(E_{n}^{(0)}+\lambda E_{n}^{(1)}+\lambda ^{2}E_{n}^{(2)}+\cdots \right)\left(|n^{(0)}\rangle +\lambda |n^{(1)}\rangle +\cdots \right)\end{matrix}}}
گسترش این معادله و مقایسه ضریب‌ها از هر توان ازλنتایج در یک سری نامتناهی از معادلات همزمان است. معادله مرتبه صفر به سادگی معادله شرودینگر برای سیستم مختل نشده است.
معادلات مرتبه صفر به صورت زیر است:
{\displaystyle H_{0}|n^{(1)}\rangle +V|n^{(0)}\rangle =E_{n}^{(0)}|n^{(1)}\rangle +E_{n}^{(1)}|n^{(0)}\rangle }
اگر{\displaystyle \langle n^{(0)}|}را در طرفین معادله بالا ضرب کنیم، جمله اول از سمت چپ با جمله اول از سمت راست ساده می‌شوند. (توجه کنید که هامیلتونی مختل نشده هرمیتی است). این امر منجر به تغییر مرتبه اول انرژی می‌شود:
{\displaystyle E_{n}^{(1)}=\langle n^{(0)}|V|n^{(0)}\rangle }
به وضوح این مقدار انتظاری هامیلتونی مختل شده است. در حالیکه سیستم در حالت مختل نشده است. این نتیجه را می‌توان به این صورت تفسیر کرد: فرض کنید اختلال را اعمال کنیم، اما سیستم را در حالت کوانتومی {\displaystyle |n^{(0)}\rangle } نگه داریم، هر کدام، یک مقدار حالت کوانتومی است، اگر چه یک ویژه حالت انرژی بزرگ نیست. اختلال باعث می‌شود که انرژی متوسط از این حالت با {\displaystyle \langle n^{(0)}|V|n^{(0)}\rangle } افزایش یابد. هر چند تغییر انرژی درست کمی متفاوت است، چرا که ویژه حالت مختل شده دقیقاً شبیه به ویژه حالت {\displaystyle |n^{(0)}\rangle } نیست. این تغییرات بیشتر با تصحیحات انرژی مرتبه دوم و بالاتر داده می‌شوند.
قبل از اینکه تصحیحات ویژه حالت انرژی را محاسبه کنیم، نیاز به روشی برای نرمالیزه کردن مسئله داریم. ممکن است فرض کنیم، {\displaystyle \langle n^{(0)}|n^{(0)}\rangle =1}، اما در نظریه اختلال فرض می‌شود که {\displaystyle \langle n|n\rangle =1} راداریم. نظریه اختلال از اینکه مرتبه اول در λ است، پیروی می‌کند، پس باید داشته باشیم:
{\displaystyle \langle n^{(0)}|n^{(1)}\rangle +\langle n^{(1)}|n^{(0)}\rangle =0}
از آنجایی که مرحله کلی است، در مکانیک کوانتومی بدون از دست دادن کلیت مشخص نیست، ممکن است فر ض کنیم {\displaystyle \langle n^{(0)}|n\rangle } کاملاً واقعی است؛ بنابراین، {\displaystyle \langle n^{(0)}|n^{(1)}\rangle =-\langle n^{(1)}|n^{(0)}\rangle } و استنباط می‌کنیم که:
{\displaystyle \langle n^{(0)}|n^{(1)}\rangle =0.}
بدست آوردن تصحیح مرتبه اول ویژه حالت انرژی: برای توضیح تصحیح مرتبه اول انرژی به نتیجه نشان داده شده در بالا از تساوی ضریب مرتبه اول λ بر می‌گردیم. سپس از تفکیک عینییت استفاده می‌کنیم.
{\displaystyle V|n^{(0)}\rangle ={\Big (}\sum _{k\neq n}|k^{(0)}\rangle \langle k^{(0)}|{\Big )}V|n^{(0)}\rangle +\left(|n^{(0)}\rangle \,\langle n^{(0)}|\right)V|n^{(0)}\rangle }
{\displaystyle =\sum _{k\neq n}|k^{(0)}\rangle \langle k^{(0)}|V|n^{(0)}\rangle +E_{n}^{(1)}|n^{(0)}\rangle ,}
از آنجایی که {\displaystyle |k^{(0)}\rangle } در مکمل متعامد از {\displaystyle |n^{(0)}\rangle } است. نتیجه به صورت زیر می‌شود:
{\displaystyle \left(E_{n}^{(0)}-H_{0}\right)|n^{(1)}\rangle =\sum _{k\neq n}|k^{(0)}\rangle \langle k^{(0)}|V|n^{(0)}\rangle }
برای لحظه‌ای، فرض می‌کنیم که انرژی مرتبه صفر تبهگن نیست، یعنی هیچ ویژه حالتی از {\displaystyle H_{0}} در مکمل متعامد از {\displaystyle |n^{(0)}\rangle } با انرژی {\displaystyle E_{n}^{(0)}} وجود ندارد. اگر {\displaystyle \langle k^{(0)}|} را به طرفین معادله اخیر اثر بدهیم، نتیجه زیر را می‌دهد:
{\displaystyle \left(E_{n}^{(0)}-E_{k}^{(0)}\right)\langle k^{(0)}|n^{(1)}\rangle =\langle k^{(0)}|V|n^{(0)}\rangle }
و از این رو بخشی از تصحیح مرتبه اول انرژی همراه {\displaystyle |k^{(0)}\rangle } می‌شود؛ بنابراین فرض می‌کنیم،{\displaystyle E_{n}^{(0)}\neq E_{k}^{(0)}} است.
در کل عبارت زیر بدست می‌آید:
{\displaystyle |n^{(1)}\rangle =\sum _{k\neq n}{\frac {\langle k^{(0)}|V|n^{(0)}\rangle }{E_{n}^{(0)}-E_{k}^{(0)}}}|k^{(0)}\rangle }
تغییر مرتبه اول در nامین ویژه کت انرژی یک سهم از هر ویژه حالت‌های انرژی k ≠ n دارد. هر اصطلاح عنصر ماتریس تناسبی {\displaystyle \langle k^{(0)}|V|n^{(0)}\rangle } است، هر کدام یک اندازه‌گیری از مقدار مخلوط ویژه حالت اختلال n با ویژه حالت k; همچنین معکوسا متناسب است با تفاوت انرژی بین ویژه حالت k و n، به این معنی که اختلال ویژه حالت را به یک موجود بزرگتر تغییر شکل می‌دهد، اگر ویژه حالت‌های بیشتر در نزدیکی انرژی وجود داشته باشند. همچنین می‌بینیم که توضیح منحصر بفرد است اگر هر یک از این حالت‌ها همان انرژی داشته باشند که حالت n دارد، به همین دلیل است که فرض می‌کنیم هیچ واگنی وجود ندارد.

### تصحیحات مرتبه دوم و بالاتر
می‌توانیم انحرافات مرتبه بالاتر را با یک روش مشابه پیدا کنیم، هر چند محاسبات با فرمول فعلی ما بسیار خسته‌کننده می‌شود. فرمول نرمالیزه عبارت {\displaystyle 2\langle n^{(0)}|n^{(2)}\rangle +\langle n^{(1)}|n^{(1)}\rangle =0} را می‌دهد. مرتبه‌های بالاتر از دو عبارت‌هایی که برای انرژی‌ها (نرمالیزه شده) و ویژه حالت‌ها داریم به صورت زیر است:
{\displaystyle E_{n}=E_{n}^{(0)}+\lambda \langle n^{(0)}|V|n^{(0)}\rangle +\lambda ^{2}\sum _{k\neq n}{\frac {|\langle k^{(0)}|V|n^{(0)}\rangle |^{2}}{E_{n}^{(0)}-E_{k}^{(0)}}}+O(\lambda ^{3})}
{\displaystyle |n\rangle =|n^{(0)}\rangle +\lambda \sum _{k\neq n}|k^{(0)}\rangle {\frac {\langle k^{(0)}|V|n^{(0)}\rangle }{E_{n}^{(0)}-E_{k}^{(0)}}}+\lambda ^{2}\sum _{k\neq n}\sum _{\ell \neq n}|k^{(0)}\rangle {\frac {\langle k^{(0)}|V|\ell ^{(0)}\rangle \langle \ell ^{(0)}|V|n^{(0)}\rangle }{(E_{n}^{(0)}-E_{k}^{(0)})(E_{n}^{(0)}-E_{\ell }^{(0)})}}}
{\displaystyle -\lambda ^{2}\sum _{k\neq n}|k^{(0)}\rangle {\frac {\langle n^{(0)}|V|n^{(0)}\rangle \langle k^{(0)}|V|n^{(0)}\rangle }{(E_{n}^{(0)}-E_{k}^{(0)})^{2}}}-{\frac {1}{2}}\lambda ^{2}|n^{(0)}\rangle \sum _{k\neq n}{\frac {\langle n^{(0)}|V|k^{(0)}\rangle \langle k^{(0)}|V|n^{(0)}\rangle }{(E_{n}^{(0)}-E_{k}^{(0)})^{2}}}+O(\lambda ^{3}).}
گسترش بیشتر این روند، تصحیح مرتبه سوم انرژی را می‌توانیم به صورت زیر نشان دهیم.
{\displaystyle E_{n}^{(3)}=\sum _{k\neq n}\sum _{m\neq n}{\frac {\langle n^{(0)}|V|m^{(0)}\rangle \langle m^{(0)}|V|k^{(0)}\rangle \langle k^{(0)}|V|n^{(0)}\rangle }{\left(E_{m}^{(0)}-E_{n}^{(0)}\right)\left(E_{k}^{(0)}-E_{n}^{(0)}\right)}}-\langle n^{(0)}|V|n^{(0)}\rangle \sum _{m\neq n}{\frac {|\langle n^{(0)}|V|m^{(0)}\rangle |^{2}}{\left(E_{m}^{(0)}-E_{n}^{(0)}\right)^{2}}}.}
اگر نمادگذاری زیر را وضع کنیم،
{\displaystyle V_{nm}\equiv \langle n^{(0)}|V|m^{(0)}\rangle }،
{\displaystyle E_{nm}\equiv E_{n}^{(0)}-E_{m}^{(0)}}،
آن‌گاه تصحیحات انرژی تا مرتبه پنجم می‌توانند به صورت زیر نوشته شوند:
{\displaystyle E_{n}^{(1)}=V_{nn}}
{\displaystyle E_{n}^{(2)}={\frac {|V_{nk_{2}}|^{2}}{E_{nk_{2}}}}}
{\displaystyle E_{n}^{(3)}={\frac {V_{nk_{3}}V_{k_{3}k_{2}}V_{k_{2}n}}{E_{nk_{2}}E_{nk_{3}}}}-V_{nn}{\frac {|V_{nk_{3}}|^{2}}{E_{nk_{3}}^{2}}}}
{\displaystyle E_{n}^{(4)}={\frac {V_{nk_{4}}V_{k_{4}k_{3}}V_{k_{3}k_{2}}V_{k_{2}n}}{E_{nk_{2}}E_{nk_{3}}E_{nk_{4}}}}-{\frac {|V_{nk_{4}}|^{2}}{E_{nk_{4}}^{2}}}{\frac {|V_{nk_{2}}|^{2}}{E_{nk_{2}}}}-V_{nn}{\frac {V_{nk_{4}}V_{k_{4}k_{3}}V_{k_{3}n}}{E_{nk_{3}}^{2}E_{nk_{4}}}}-V_{nn}{\frac {V_{nk_{4}}V_{k_{4}k_{2}}V_{k_{2}n}}{E_{nk_{2}}E_{nk_{4}}^{2}}}+V_{nn}^{2}{\frac {|V_{nk_{4}}|^{2}}{E_{nk_{4}}^{3}}}}
{\displaystyle ={\frac {V_{nk_{4}}V_{k_{4}k_{3}}V_{k_{3}k_{2}}V_{k_{2}n}}{E_{nk_{2}}E_{nk_{3}}E_{nk_{4}}}}-E_{n}^{(2)}{\frac {|V_{nk_{4}}|^{2}}{E_{nk_{4}}^{2}}}-2V_{nn}{\frac {V_{nk_{4}}V_{k_{4}k_{3}}V_{k_{3}n}}{E_{nk_{3}}^{2}E_{nk_{4}}}}+V_{nn}^{2}{\frac {|V_{nk_{4}}|^{2}}{E_{nk_{4}}^{3}}}}
{\displaystyle E_{n}^{(5)}={\frac {V_{nk_{5}}V_{k_{5}k_{4}}V_{k_{4}k_{3}}V_{k_{3}k_{2}}V_{k_{2}n}}{E_{nk_{2}}E_{nk_{3}}E_{nk_{4}}E_{nk_{5}}}}-{\frac {V_{nk_{5}}V_{k_{5}k_{4}}V_{k_{4}n}}{E_{nk_{4}}^{2}E_{nk_{5}}}}{\frac {|V_{nk_{2}}|^{2}}{E_{nk_{2}}}}-{\frac {V_{nk_{5}}V_{k_{5}k_{2}}V_{k_{2}n}}{E_{nk_{2}}E_{nk_{5}}^{2}}}{\frac {|V_{nk_{2}}|^{2}}{E_{nk_{2}}}}-{\frac {|V_{nk_{5}}|^{2}}{E_{nk_{5}}^{2}}}{\frac {V_{nk_{3}}V_{k_{3}k_{2}}V_{k_{2}n}}{E_{nk_{2}}E_{nk_{3}}}}}
{\displaystyle -V_{nn}{\frac {V_{nk_{5}}V_{k_{5}k_{4}}V_{k_{4}k_{3}}V_{k_{3}n}}{E_{nk_{3}}^{2}E_{nk_{4}}E_{nk_{5}}}}-V_{nn}{\frac {V_{nk_{5}}V_{k_{5}k_{4}}V_{k_{4}k_{2}}V_{k_{2}n}}{E_{nk_{2}}E_{nk_{4}}^{2}E_{nk_{5}}}}-V_{nn}{\frac {V_{nk_{5}}V_{k_{5}k_{3}}V_{k_{3}k_{2}}V_{k_{2}n}}{E_{nk_{2}}E_{nk_{3}}E_{nk_{5}}^{2}}}+V_{nn}{\frac {|V_{nk_{5}}|^{2}}{E_{nk_{5}}^{2}}}{\frac {|V_{nk_{3}}|^{2}}{E_{nk_{3}}^{2}}}+2V_{nn}{\frac {|V_{nk_{5}}|^{2}}{E_{nk_{5}}^{3}}}{\frac {|V_{nk_{2}}|^{2}}{E_{nk_{2}}}}}
{\displaystyle +V_{nn}^{2}{\frac {V_{nk_{5}}V_{k_{5}k_{4}}V_{k_{4}n}}{E_{nk_{4}}^{3}E_{nk_{5}}}}+V_{nn}^{2}{\frac {V_{nk_{5}}V_{k_{5}k_{3}}V_{k_{3}n}}{E_{nk_{3}}^{2}E_{nk_{5}}^{2}}}+V_{nn}^{2}{\frac {V_{nk_{5}}V_{k_{5}k_{2}}V_{k_{2}n}}{E_{nk_{2}}E_{nk_{5}}^{3}}}-V_{nn}^{3}{\frac {|V_{nk_{5}}|^{2}}{E_{nk_{5}}^{4}}}}
{\displaystyle ={\frac {V_{nk_{5}}V_{k_{5}k_{4}}V_{k_{4}k_{3}}V_{k_{3}k_{2}}V_{k_{2}n}}{E_{nk_{2}}E_{nk_{3}}E_{nk_{4}}E_{nk_{5}}}}-2E_{n}^{(2)}{\frac {V_{nk_{5}}V_{k_{5}k_{4}}V_{k_{4}n}}{E_{nk_{4}}^{2}E_{nk_{5}}}}-{\frac {|V_{nk_{5}}|^{2}}{E_{nk_{5}}^{2}}}{\frac {V_{nk_{3}}V_{k_{3}k_{2}}V_{k_{2}n}}{E_{nk_{2}}E_{nk_{3}}}}}
{\displaystyle -2V_{nn}\left({\frac {V_{nk_{5}}V_{k_{5}k_{4}}V_{k_{4}k_{3}}V_{k_{3}n}}{E_{nk_{3}}^{2}E_{nk_{4}}E_{nk_{5}}}}-{\frac {V_{nk_{5}}V_{k_{5}k_{4}}V_{k_{4}k_{2}}V_{k_{2}n}}{E_{nk_{2}}E_{nk_{4}}^{2}E_{nk_{5}}}}+{\frac {|V_{nk_{5}}|^{2}}{E_{nk_{5}}^{2}}}{\frac {|V_{nk_{3}}|^{2}}{E_{nk_{3}}^{2}}}+2E_{n}^{(2)}{\frac {|V_{nk_{5}}|^{2}}{E_{nk_{5}}^{3}}}\right)}
{\displaystyle +V_{nn}^{2}\left(2{\frac {V_{nk_{5}}V_{k_{5}k_{4}}V_{k_{4}n}}{E_{nk_{4}}^{3}E_{nk_{5}}}}+{\frac {V_{nk_{5}}V_{k_{5}k_{3}}V_{k_{3}n}}{E_{nk_{3}}^{2}E_{nk_{5}}^{2}}}\right)-V_{nn}^{3}{\frac {|V_{nk_{5}}|^{2}}{E_{nk_{5}}^{4}}}}
و حالت‌های مرتبهٔ چهار می‌توانند به صورت زیر نوشته شوند:
{\displaystyle |n^{(1)}\rangle ={\frac {V_{k_{1}n}}{E_{nk_{1}}}}|k_{1}^{(0)}\rangle }
{\displaystyle |n^{(2)}\rangle =\left({\frac {V_{k_{1}k_{2}}V_{k_{2}n}}{E_{nk_{1}}E_{nk_{2}}}}-{\frac {V_{nn}V_{k_{1}n}}{E_{nk_{1}}^{2}}}\right)|k_{1}^{(0)}\rangle -{\frac {1}{2}}{\frac {V_{nk_{1}}V_{k_{1}n}}{E_{k_{1}n}^{2}}}|n^{(0)}\rangle }
{\displaystyle |n^{(3)}\rangle ={\Bigg [}-{\frac {V_{k_{1}k_{2}}V_{k_{2}k_{3}}V_{k_{3}n}}{E_{k_{1}n}E_{nk_{2}}E_{nk_{3}}}}+{\frac {V_{nn}V_{k_{1}k_{2}}V_{k_{2}n}}{E_{k_{1}n}E_{nk_{2}}}}\left({\frac {1}{E_{nk_{1}}}}-{\frac {1}{E_{nk_{2}}}}\right)+{\frac {|V_{nn}|^{2}V_{k_{1}n}}{E_{k_{1}n}^{3}}}{\Bigg ]}|k_{1}^{(0)}\rangle }
{\displaystyle -{\Bigg [}{\frac {V_{nk_{2}}V_{k_{2}k_{1}}V_{k_{1}n}+V_{k_{2}n}V_{k_{1}k_{2}}V_{nk_{1}}}{E_{nk_{2}}^{2}E_{nk_{1}}}}+{\frac {|V_{nk_{1}}|^{2}V_{nn}}{E_{nk_{1}}^{3}}}{\Bigg ]}|n^{(0)}\rangle }
{\displaystyle |n^{(4)}\rangle ={\Bigg [}{\frac {V_{k_{1}k_{2}}V_{k_{2}k_{3}}V_{k_{3}k_{4}}V_{k_{4}k_{2}}+V_{k_{3}k_{2}}V_{k_{1}k_{2}}V_{k_{4}k_{3}}V_{k_{2}k_{4}}}{2E_{k_{1}n}E_{k_{2}k_{3}}^{2}E_{k_{2}k_{4}}}}-{\frac {V_{k_{2}k_{3}}V_{k_{3}k_{4}}V_{k_{4}n}V_{k_{1}k_{2}}}{E_{k_{1}n}E_{k_{2}n}E_{nk_{3}}E_{nk_{4}}}}+{\frac {V_{k_{1}k_{2}}}{E_{k_{1}n}}}\left({\frac {|V_{k_{2}k_{3}}|^{2}V_{k_{2}k_{2}}}{E_{k_{2}k_{3}}^{3}}}-{\frac {|V_{nk_{3}}|^{2}V_{k_{2}n}}{E_{k_{3}n}^{2}E_{k_{2}n}}}\right)}
{\displaystyle +{\frac {V_{nn}V_{k_{1}k_{2}}V_{k_{3}n}V_{k_{2}k_{3}}}{E_{k_{1}n}E_{nk_{3}}E_{k_{2}n}}}\left({\frac {1}{E_{nk_{3}}}}+{\frac {1}{E_{k_{2}n}}}+{\frac {1}{E_{k_{1}n}}}\right)+{\frac {|V_{k_{2}n}|^{2}V_{k_{1}k_{3}}}{E_{nk_{2}}E_{k_{1}n}}}\left({\frac {V_{k_{3}n}}{E_{nk_{1}}E_{nk_{3}}}}-{\frac {V_{k_{3}k_{1}}}{E_{k_{3}k_{1}}^{2}}}\right)}
{\displaystyle -{\frac {V_{nn}\left(V_{k_{3}k_{2}}V_{k_{1}k_{3}}V_{k_{2}k_{1}}+V_{k_{3}k_{1}}V_{k_{2}k_{3}}V_{k_{1}k_{2}}\right)}{2E_{k_{1}n}E_{k_{1}k_{3}}^{2}E_{k_{1}k_{2}}}}+{\frac {|V_{nn}|^{2}}{E_{k_{1}n}}}\left({\frac {V_{k_{1}n}V_{nn}}{E_{k_{1}n}^{3}}}+{\frac {V_{k_{1}k_{2}}V_{k_{2}n}}{E_{k_{2}n}^{3}}}\right)-{\frac {|V_{k_{1}k_{2}}|^{2}V_{nn}V_{k_{1}n}}{E_{k_{1}n}E_{k_{1}k_{2}}^{3}}}{\Bigg ]}|k_{1}^{(0)}\rangle }
{\displaystyle +{\frac {1}{2}}\left[{\frac {V_{nk_{1}}V_{k_{1}k_{2}}}{E_{nk_{1}}E_{k_{2}n}^{2}}}\left({\frac {V_{k_{2}n}V_{nn}}{E_{k_{2}n}}}-{\frac {V_{k_{2}k_{3}}V_{k_{3}n}}{E_{nk_{3}}}}\right)-{\frac {V_{k_{1}n}V_{k_{2}k_{1}}}{E_{k_{1}n}^{2}E_{nk_{2}}}}\left({\frac {V_{k_{3}k_{2}}V_{nk_{3}}}{E_{nk_{3}}}}+{\frac {V_{nn}V_{nk_{2}}}{E_{nk_{2}}}}\right)\right.}
{\displaystyle \left.+{\frac {|V_{nk_{1}}|^{2}}{E_{k_{1}n}^{2}}}\left({\frac {3|V_{nk_{2}}|^{2}}{4E_{k_{2}n}^{2}}}-{\frac {2|V_{nn}|^{2}}{E_{k_{1}n}^{2}}}\right)-{\frac {V_{k_{2}k_{3}}V_{k_{3}k_{1}}|V_{nk_{1}}|^{2}}{E_{nk_{3}}^{2}E_{nk_{1}}E_{nk_{2}}}}\right]|n^{(0)}\rangle }
All terms involved {\displaystyle k_{j}} should be summed over {\displaystyle k_{j}} such that the denominator does not vanish.

## اصطلاحات مرتبه اول
ما با هامیلتون غیر آشفتهٔ {\displaystyle H_{0}} آغاز می‌نماییم که مفروض است هیچ‌گونه وابستگی زمانی ندارد. دارای سطوح و حالات انرژی شناخته شده است که حاصل از معادلهٔ مستقل از زمان شرودینگر می‌باشد:
{\displaystyle H_{0}|n^{(0)}\rangle =E_{n}^{(0)}|n^{(0)}\rangle \quad ,\quad n=1,2,3,\cdots }
به منظور وضوح بیشتر فرض می‌نماییم که انرژی‌ها گسسته می‌باشند. بالاوند (۰) نشان می‌دهد که این کیمت‌ها همراه با سیستم آشفته می‌باشند. به استفاده براکت توجه نمائید. حال ما یک اختلال در هامیلتون ایجاد می‌نماییم. فرض می‌کنیم V هامیلتونی باشد که نشان دهندهٔ اختلال فیزیکی ضعیف است، مانند انرژی پتانسیل ایجاد شده توسط میدان خارجی (بنابراین V یک عامل هرمیتی است). هامیلتون آشفته به این صورت می‌باشد:
{\displaystyle H=H_{0}+\lambda V}
سطوح انرژی و حالات انرژی هامیلتون آشفته با معادلهٔ شرودینگر ارائه شده است:
{\displaystyle \left(H_{0}+\lambda V\right)|n\rangle =E_{n}|n\rangle .}
هدف ما بیان {\displaystyle E_{n}} و {\displaystyle |n\rangle } بر حسب سطوح و حالات انرژی هامیلتون پیشین می‌باشد. اگر آشفتگی ضعیف باشد، می‌توان آن‌ها را به صورت زنجیره‌های نیرو و بدین صورت نوشت:
{\displaystyle E_{n}=E_{n}^{(0)}+\lambda E_{n}^{(1)}+\lambda ^{2}E_{n}^{(2)}+\cdots }
{\displaystyle |n\rangle =|n^{(0)}\rangle +\lambda |n^{(1)}\rangle +\lambda ^{2}|n^{(2)}\rangle +\cdots }
{\displaystyle E_{n}^{(k)}={\frac {1}{k!}}{\frac {d^{k}E_{n}}{d\lambda ^{k}}}}
{\displaystyle |n^{(k)}\rangle ={\frac {1}{k!}}{\frac {d^{k}|n\rangle }{d\lambda ^{k}}}.}
زمانیکه λ = ۰ باشد، این مقدار غیرآشفته کاهش می‌یابد که اولین مقدار در هر مجموعه تلقی می‌شوند. از آنجا که آشفتگی ضعیف می‌باشد، سطوح و حالات انرژی از مقادیر غیرآشفته‌شان منحرف شوند و با سوق به سمت مراتب بالاتر این مقادیر کوچکتر می‌شوند. با اتصال مجموعه‌های نیرو به معادلهٔ شرودینگر، خواهیم داشت:
{\displaystyle {\begin{matrix}\left(H_{0}+\lambda V\right)\left(|n^{(0)}\rangle +\lambda |n^{(1)}\rangle +\cdots \right)\qquad \qquad \qquad \qquad \\\qquad \qquad \qquad =\left(E_{n}^{(0)}+\lambda E_{n}^{(1)}+\lambda ^{2}E_{n}^{(2)}+\cdots \right)\left(|n^{(0)}\rangle +\lambda |n^{(1)}\rangle +\cdots \right)\end{matrix}}}
بسط این معادله و مقایسهٔ ضرایب هر یک از توان‌های λ موجب بدست آمدن مجموعه‌های نامحدود از معادلات هم‌زمان می‌گردد. معادلهٔ مرتبهٔ صفر معادلهٔ شرودینگر در سیستم آشفته می‌باشد.
معادلهٔ مرتبه اول بدین صورت می‌باشد:
{\displaystyle H_{0}|n^{(1)}\rangle +V|n^{(0)}\rangle =E_{n}^{(0)}|n^{(1)}\rangle +E_{n}^{(1)}|n^{(0)}\rangle }
اولین عبارت در سمت چپ با عبارت موجود در سمت راست حذف می‌شود. (به یاد داشته باشید که هامیلتون غیرآشفته هرمیتی می‌باشد). این امر منجر به تغییر انرژی مرتبه اول می‌گردد:
{\displaystyle H_{0}|n^{(1)}\rangle +V|n^{(0)}\rangle =E_{n}^{(0)}|n^{(1)}\rangle +E_{n}^{(1)}|n^{(0)}\rangle }
این امر پیش‌بینی مقدار هامیلتون اختلالی است که سیستم در حالت غیرآشفته می‌باشد.